# Neopagetopsis ionah
Neopagetopsis ionah is een straalvinnige vissensoort uit de familie van krokodilijsvissen (Channichthyidae). De wetenschappelijke naam van de soort is voor het eerst geldig gepubliceerd in 1947 door Nybelin.

## Kenmerken
Neopagetopsis ionah maakt deel uit van de Onderorde Notothenioidei ofwel de Antarctische vissen waarbinnen de familie Krokodilijsvissen die gekenmerkt worden door bloed zonder rode bloedcellen, waardoor het transparant is, en door het bezit van antivries-eiwitten die de vis beschermen tegen de vorming van ijskristallen. 

## Leefgebied
Van de N. ionah zijn in februari 2021 in uitgebreide gebieden op de bodem van de Weddellzee, tegen de kust van Antarctica, tienduizenden nesten gevonden, verspreid over 240 km2. Er wordt geschat dat de hele kolonie wel 60 miljoen nesten bevat. De meeste nesten bevatten ongeveer 1500 eitjes. Bij de nesten was het water rond de -1,0° en 0°C, zo’n 2°C warmer dan het daaromheen liggende water. Dit water bevat dan ook minder zuurstof vergeleken met het koudere water eromheen. Deze zones worden ook bezocht door de Weddellzeehond die zich mogelijk voedt met deze vissen.